# Montan de Tost
Montan de Tost, més anomenat Montan i en la grafia tradicional Montant, és un nucli del municipi de la Ribera d'Urgellet, a l'Alt Urgell. Actualment té 43 habitants, n'havia tingut 65 el 1991. És situat a 1.136 metres d'altitud, als vessants meridionals de Purredon, sobre el congost de Tresponts, en un camí que connecta la vall del Segre amb la vall de la Vansa. Hi ha tres petits nuclis, el d'Espalaguer, Espalagueró i les Cases. Hi ha una església, Santa Coloma de Montan.